# Centrum przesiadkowe Brynów
Centrum przesiadkowe Brynów – jedno z czterech centrów przesiadkowych w Katowicach. Obsługuje ono połączenia miastowe o charakterze autobus – tramwaj – komunikacja indywidualna.
Znajduje się na pętli tramwajowej u zbiegu ulic gen. Z. Waltera-Jankego, Rzepakowej, Kłodnickiej i T. Kościuszki, na terenie dzielnicy Piotrowice-Ochojec. Jego budowa kosztowała około 62,7 mln zł. W ramach inwestycji powstał budynek obsługi podróżnych, trzykondygnacyjny parking dla 492 samochody oraz parking naziemny dla 52 aut, a także zadaszony parking dla rowerów, miejsca postojowe dla autobusów, punkt kiss and ride i postój taksówek.

## Galeria

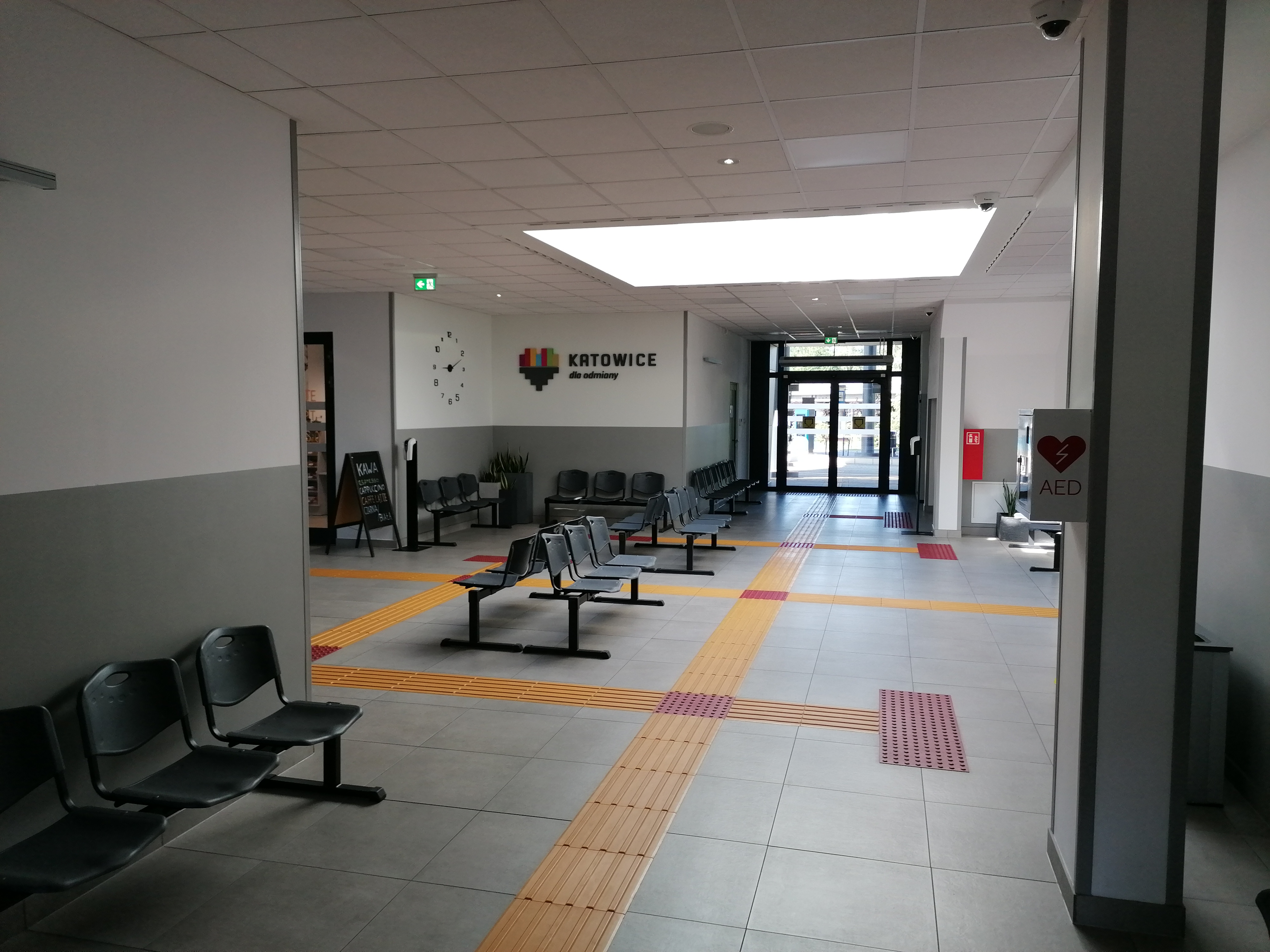
Poczekalnia (2023)
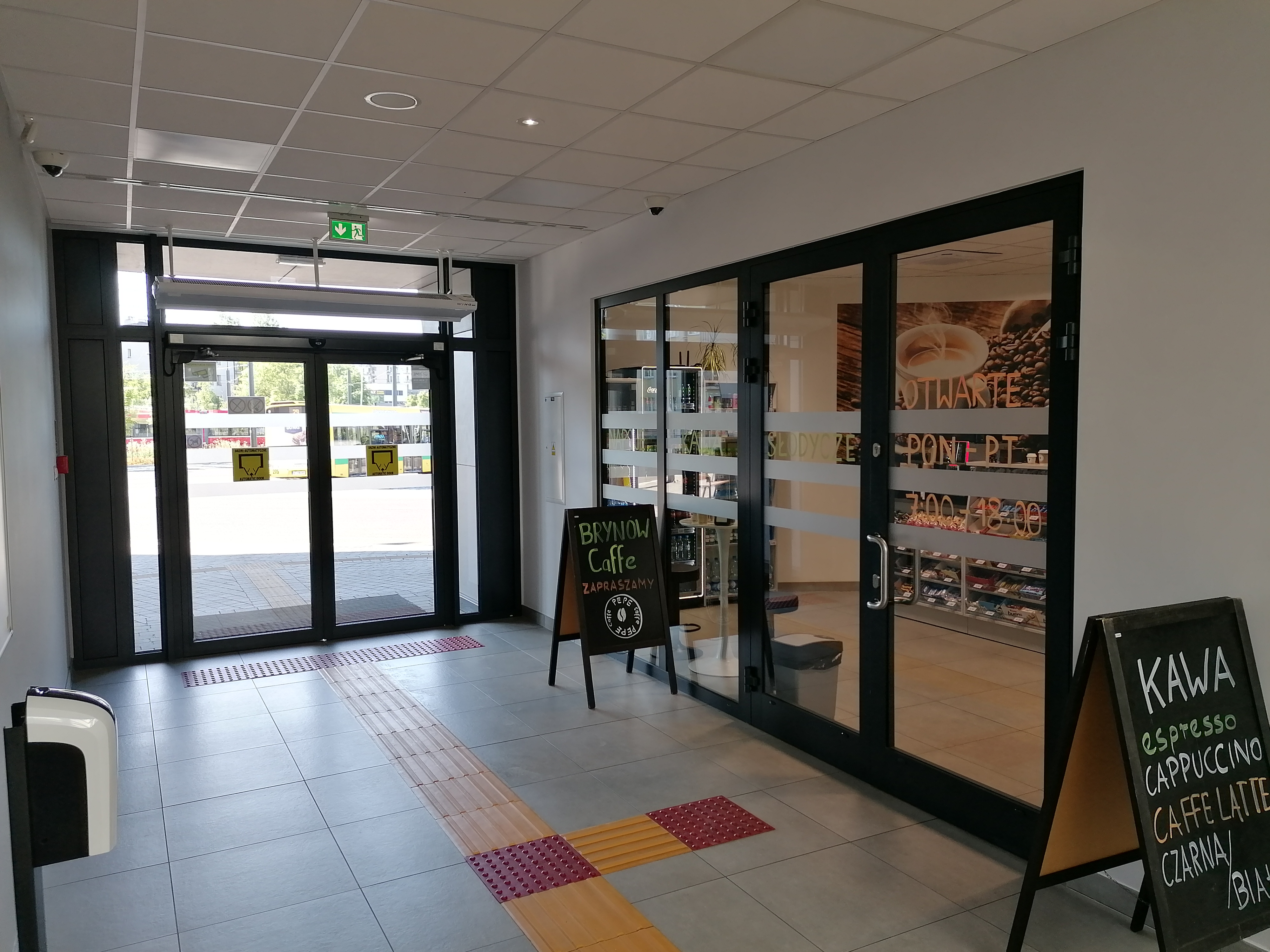
Kafeteria (2023)
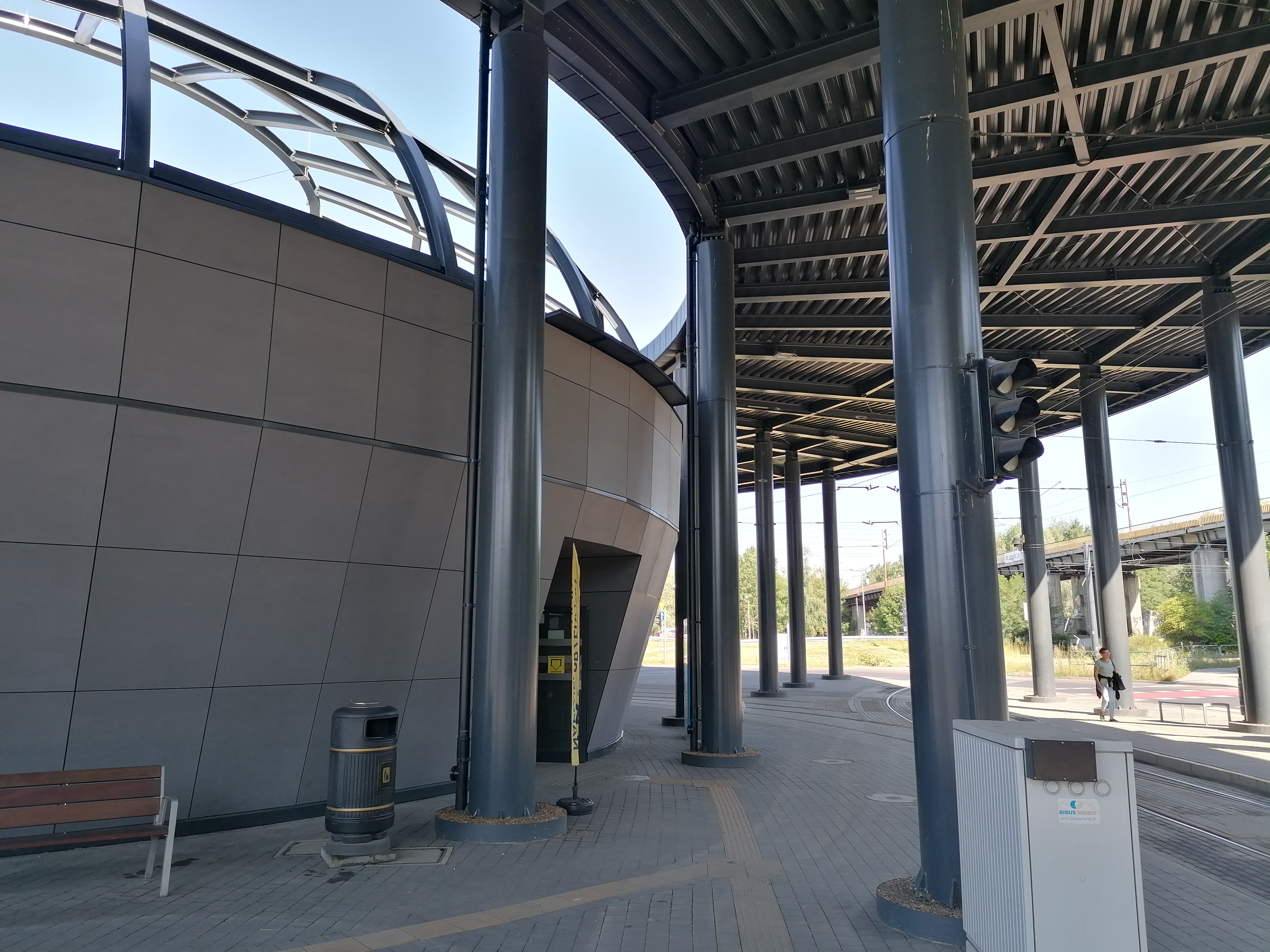
Wejście do poczekalni (2023)
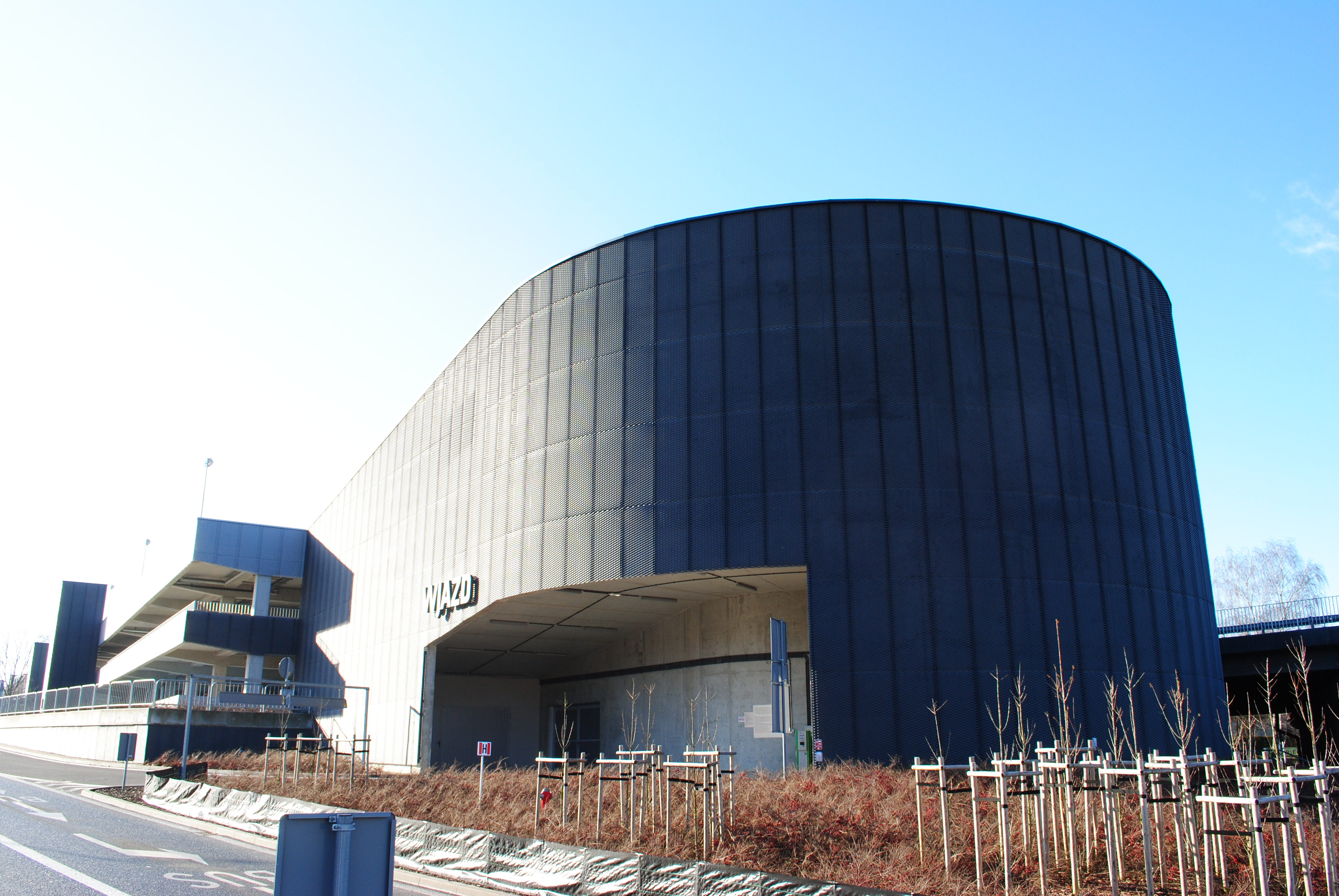
Parking wielopoziomowy (2023)